# Zeina Mourtada
Zeina Mourtada, född 4 april 1982 i Sierra Leone, är en svensk kock och matskribent.
Mourtada är uppvuxen i Malmö och har rötter i Libanon. Hennes framlidne bror Chafic var hiphop-musiker i gruppen Advance Patrol. 
Hon driver en av Sveriges största matbloggar Zeinas Kitchen där hon skriver om mat och recept från hela världen. År 2018 gav hon ut kokboken Zeinas Kitchen på Bonnier fakta och året därpå kom uppföljaren Zeinas green kitchen. Hon medverkar som TV-kock i Nyhetsmorgon i TV4 och i Timjan, tupp & tårta i SVT. Hon har även undervisat i matlagning vid Fryshusets Grundskola Västra i Stockholm. 
År 2015 tilldelades hon Matbloggspriset i kategorin Folkets val  och 2018 vann hon Allt om Mat Stora matpris. Sedan 2020 säljer hon flera produkter (hummus, muhammara m.m.) under sitt eget varumärke.
I december 2020 var hon, jämte Mark Levengood och Filip Dikmen, julvärd i Spotifys julkalenderpodd.